# Digiuno eucaristico
Il digiuno eucaristico è il periodo di digiuno stabilito dalla Chiesa che è necessario osservare prima della ricezione della comunione eucaristica.

## Chiesa cattolica
Nella Chiesa cattolica di rito latino il digiuno eucaristico è regolato dal canone 919 del Codice di diritto canonico. Il digiuno deve essere incominciato almeno un'ora prima della ricezione della comunione. Il digiuno riguarda tutti i cibi liquidi e solidi e tutte le bevande ad esclusione dell'acqua. I medicinali sono permessi, perché non sono assunti come cibo. Sono previste due deroghe per il digiuno eucaristico: la prima è riservata ai sacerdoti che celebrano più di una messa nello stesso giorno, i quali possono assumere cibo tra una celebrazione e l'altra anche se il tempo è minore di un'ora; la seconda riguarda gli anziani, i malati e coloro che li assistono.
Nelle Chiese sui iuris vigono regole di digiuno diverse, stabilita da ciascuna Chiesa, secondo i canoni 82 e 96 del Codice dei canoni delle Chiese orientali.

### Storia
La pratica del digiuno eucaristico è una tradizione molto antica, di cui offre testimonianza sant'Agostino, nel concilio di Ippona del 393 e nel Concilio di Cartagine del 397. Questa pratica è analoga al digiuno ecclesiastico che si osserva nelle vigilie delle feste principali, ma esprime anche il desideri che il cibo sacro dell'eucaristia non si mescoli con i cibi profani. A tale proposito esisteva nell'antichità anche un digiuno dopo la ricezione dell'eucaristia.
Le pene previste per chi violava il digiuno testimonia della gravità di questo precetto. Nel VI secolo i concili di Braga del 572 e quello di Mâcon del 585 sancirono la deposizione dall'ufficio e dalla dignità per il sacerdote che avesse celebrato senza aver digiunato e il VII Concilio di Toledo del 646 arrivò a prevedere la scomunica.
San Tommaso d'Aquino chiarisce nella Summa theologiae i motivi per cui si debba osservare il digiuno eucaristico: riverenza, ossia per evitare la contaminazione con cibo profano; per il primato dell'eucaristia rispetto alla nutrizione, conformemente a Matteo 6,33; per evitare il vomito causato dall'eccesso di cibo o vino.
Fino alla metà del XX secolo il digiuno eucaristico aveva inizio alla mezzanotte del giorno che precedeva l'eucaristia e ciò faceva sì che i fedeli si comunicassero solo al mattino. Nel Medioevo l'impossibilità di osservare il digiuno per il sacerdote che celebrava al pomeriggio, come poteva avvenire per funerali o matrimoni, diede vita alla pratica della Missa sicca. In ogni caso le celebrazioni eucaristiche erano di norma al mattino. L'obbligo del digiuno eucaristico era ricordato nel Catechismo di Pio X e presente nel Codice di diritto canonico del 1917. Secondo il canone 858 § 1 il digiuno eucaristico era necessario in tutti i casi, tranne quando il fedele era in pericolo di morte o si comunicasse per sottrarre il Santissimo Sacramento dalla profanazione. Il canone 858 §2 esentava dall'osservanza del digiuno eucaristico quei malati che erano allettati da più di un mese senza speranza di pronta guarigione e che su prudente consiglio del loro confessore volessero comunicarsi per una o due volte alla settimana.
Durante il pontificato di papa Pio XII le norme del digiuno eucaristico furono alleggerite. I primi provvedimenti in questo senso sono la dispensa concessa temporaneamente in Francia nel 1947 e quella concessa per l'India nel 1949. Il 6 gennaio 1953 con la costituzione apostolica Christus Dominus fu mantenuto il digiuno dalla mezzanotte, ma fu consentita l'acqua e furono permesse ai malati e ai sacerdoti che celebravano a un'ora tarda del mattino le bevande non alcoliche, fino ad un'ora prima della messa. Fu concesso di assumere le abluzioni della seconda purificazione a tutte le messe Con la stessa costituzione furono concesse in alcuni giorni le Messe vespertine, da celebrarsi dopo le 16:00. Per queste messe ai fedeli e al celebrante erano richiesto un digiuno eucaristico di tre ore per i cibi e le bevande alcoliche e di un'ora per tutte le altre bevande. Le tre ore si computavano dall'ora di inizio della Messa. Con il motu proprio Sacram Communionem del 19 marzo 1957 fu concessa la celebrazione di Messe vespertine in tutti i giorni dell'anno e la prassi del digiuno eucaristico fu ridotta in tutti i casi a tre ore per i cibi e le bevande alcoliche e a un'ora per tutte le altre bevande, sempre calcolate dall'ora di inizio della Messa.
Papa Paolo VI nel discorso di chiusura della terza sessione del Concilio Vaticano II pronunciato il 21 novembre 1964 volle ridurre il digiuno eucaristico a un'ora per i cibi e le bevande alcoliche. Il 19 gennaio 1973 la Congregazione dei Riti con l'istruzione Immensae caritatis abbassò a un quarto d'ora il digiuno eucaristico per gli anziani, i malati e coloro che li assistono, nel caso che non possano osservare il digiuno di un'ora senza grave incomodo.

## Chiesa ortodossa
La Chiesa ortodossa il digiuno eucaristico ha inizio all'ora del riposo o in ogni caso a mezzanotte della notte precedente la ricezione della comunione. Il digiuno comprende tutti i cibi e le bevande, inclusa l'acqua e si estende ai rapporti sessuali. In alcune Chiese i rapporti sessuali sono proibiti anche per tutto il giorno precedente l'eucaristia. Per questo motivo i presbiteri sposati non celebrano l'eucaristia tutti i giorni. Alcune Chiese prevedono eccezioni per le donne incinte o allattanti, per i malati, gli anziani e i bambini.

## Comunione anglicana
Gli anglicani osservano il digiuno eucaristico per alcune ore prima della Messa della notte di Natale, seguendo l'insegnamento di sant'Agostino.